# Dystrykt Kasur
Kasur (urdu: ضِلع قصُور ) – dystrykt w Pakistanie, położony w prowincji Pendżab. Siedzibą administracyjną dystryktu jest Kasur.

## Demografia
Większość mieszkańców posługuje się językiem pendżabskim.
| Rok  | Liczba ludności |
| ---- | --------------- |
| 1972 | 1.186.386       |
| 1981 | 1.528.002       |
| 1998 | 2.354.506       |
| 2017 | 3.454.996       |